# 韋恩斯伯勒 (喬治亞州)
韋恩斯伯勒（英語：Waynesboro）是一個位於美國喬治亞州伯克縣的城市。根據2010年美國人口普查，該地共人口5766人，而該地的面積約為14.31平方千米。同時該地也是伯克縣的縣治。

## 地理
韋恩斯伯勒的座標為33°05′26″N 82°00′55″W / 33.09056°N 82.01528°W，而該地的平均海拔高度為90米（即295英尺）。